# Computer Entertaiment Rating Organization
A Computer Entertainment Rating Organization (em japonês:  特定非営利活動法人コンピュータエンターテインメントレーティング機構 (Tokutei Hieiri Katsudō Hōjin Konpyūta Entāteinmento Rētingu Kikō)) , em português Organização de Avaliação de Entretenimento para Computador (CERO) é uma organização japonesa de classificação indicativa de jogos com sede em Tóquio que classifica o conteúdo de videojogos de consola com níveis que informam o(s) cliente(s) do produto para que faixa etária é adequado. Foi criada em junho de 2002 como uma filial da Computer Entertainment Supplier's Association, e tornou-se uma organização sem fins lucrativos oficialmente reconhecida sob a lei japonesa em dezembro de 2003

## Classificações
No dia 1 de Março de 2006, a CERO criou a versão mais recente de seu sistema de avaliações de videojogos. Os símbolos usados são letras do alfabeto latim, inspiradas pelo sistema de notas escolares americano, porém F (Equivalente á um 0 no sistema de notas escolares brasileiro) foi substituído por um Z. Cada um destina-se a transmitir a adequação de um jogo para menores. As marcas de classificação etária incluem as cinco marcas seguintes. Uma das marcas é indicada na parte inferior esquerda da frente da caixa de jogo, e uma barra de cores correspondente também é mostrada na caixa. (Preto para "A"; verde para "B"; azul para "C"; laranja para "D" e vermelho para "Z")
|  | Todas as idades" (全年齢対象, Zen nenrei taishō)                              | Expressões e conteúdo inapropriado não existem nos jogos com esta classificação. |
|  | Não recomendado para menores de 12 anos" (12才以上対象, Jūnisai ijō taishō)   | Expressões e conteúdo inapropriado para menores de 12 anos de idade estão presentes nos jogos com essa classificação. Expressões e conteúdo que contém armas com intuito de violência, medo/angústia, ossadas e/ou esqueletos com resquícios do ato violento, atos criminosos, agressão física e/ou verbal, descrições de verbais de violência, procedimentos médicos, exposição ao perigo, insinuação sexual, nudez velada, linguagem chula leve, insinuação do consumo de drogas lícitas. |
|  | "Não recomendado para menores de 15 anos" (15才以上対象, Jūgosai ijō taishō)  | Expressões e conteúdo inapropriado para menores de 15 anos de idade estão presentes nos jogos com essa classificação. Expressões e conteúdo que contém assassinato, exposição de cadáver, vítima em agonia, violência contra animais, assédio sexual, estigma/preconceito, relação sexual, nudez parcial, linguagem chula, consumo de drogas lícitas e/ou insinuação do consumo de drogas ilícitas.                                                                                         |
|  | 'Não recomendado para menores de 17 anos (17才以上対象, Jūnanasai ijō taishō) | Nenhum menor de 17 anos pode comprar jogos com essa classificação sem autorização parental. Expressões e conteúdo que contém violência gratuita, banalização da violência, tortura, mutilação, suicídio, consumo de drogas ilícitas, relação sexual intensa, nudez e/ou linguagens chulas fortes. |
|  | Apenas para maiores de 18 anos (18才以上のみ対象, Jūhassai ijō nomi taishō)   | Contém conteúdo adulto intenso. Nenhum menor de 18 anos pode comprar jogos com essa classificação legalmente. Expressões e conteúdo que contém representações de sexo explícito, jogos de azar com dinheiro real e/ou violência de forte impacto visual, apologia à violência, crueldade, tortura, mutilação, suicídio e/ou apologia ao uso de drogas ilícitas. |
|  | Educacional/ Fonte de dados" (教育・データベース, Kyouiku Deetabeesu)         | Uma classificação para não-jogos ( ex.: Livros). Podem apresentar conteúdo inapropriado para pessoas mais jovens. |
|  | Compatível com as regulamentações da CERO (規定適合, Kitei tekigō)            | Usado apenas em versões teste de jogos. |
|  | 'Avaliação em progresso (審査予定, Shinsa yotei)                              | Usada em trailer/anúncios de jogos para os quais a CERO não deu avaliação /classificação final. |

Ícones de conteúdo
Em Abril de 2004, a CERO definiu os atuais "ícones de conteúdo". Ícones de conteúdo mostram o que fez o jogo ser classificado daquela maneira. Todos os ícones aparecem no verso da caixa dos jogos, menos nos classificados como "A" ou livros marcados como "Educacional".
| Amor                     | Contém expressões de amor (Inclui beijo, abraço, encontros e/ou outras demonstrações de afeto.)                                   |
| Conteúdo sexual/ Obsceno | Contém insinuação, roupas ou conteúdo inapropriado. (Inclui roupas de natação, roupas de baixo, nudez parcial, e outros.)         |
| Violência                | Contém ato violento. (Inclui luta, tortura, mutilação, suicídio, lesões corporais e mais.)                                        |
| Terror                   | Contém cenas feitas para assustar. Alguns jogos de terror não tem este ícone, exceto se for classificado para maiores de 18 anos. |
| Bebida/fumo              | Contém apologia ou referência á consumo de álcool ou fumo de cigarro.                                                             |
| Apostas                  | Apresenta ato de apostas, interativo ou não.                                                                                      |
| Crimes                   | Apresenta ato criminoso, em forma interativa ou não.                                                                              |
| Drogas                   | Contém insinuação, apologia ou uso de drogas.                                                                                     |
| Linguagem inapropriada   | Apresenta linguagem inapropriada.                                                                                                 |

## Processo de avaliação
De acordo com Kazuya Watanabe, o grupo de assessoria é composto de 5 pessoas não-afiliadas á empresa, treinadas avaliando outros jogos. Cada jogo é avaliado por 30 expressões variadas, cada uma tendo um limite, com as que passam desse limite sendo apelidadas de "expressões banidas", e 6 delas sendo banidas. As expressões variam, como em "Conteúdo Sexual" (amor, sexo), "Violência" (violência, terror), "Ato antisocial" (Drogas ilícitas, crimes, apostas/ cassino, bebida alcoólica, cigarro), e "linguagem" (Linguagem imprópria).
Cada expressão é avaliada de A a Z, e depois do jogo ser avaliado pelo grupo, a avaliação deles é enviada para o escritório oficial da CERO, e as tentativas de dar a classificação final usando as avaliações do grupo são realizadas.

## Controvérsias e críticas
Um mês após o lançamento de Atelier Meruru: The Apprentice of Arland no Japão, as produções foram interrompidas plo fato do jogo ter sido avaliado incorretamente.  A avaliação "A" (Livre para todas as idades) foi trocada por "B" (Não recomendado para menores de 12 anos), devido a conteúdo insinuante presente no jogo. A avaliação "A" estava presente porque, alegadamente, a Gust Company não entregou a versão completa do jogo para avaliação.
A CERO também foi criticada por ser muito restrita na classificação de jogos, um exemplo sendo The Last of Us Part II, que apesar de receber uma classificação "Z" (Não recomendado para menores de 18 anos), a mais restrita que um jogo poderia receber, foram censuradas algumas cenas. Um exemplo é uma cena de conteúdo sexual, na versão japonesa, foi censurada, sendo cortada segundos após dois personagens começarem a se beijar.
O lançamento de The Callisto Protocol no Japão foi cancelado quando a CERO não avaliou o jogo por violência excessiva, e o(s) produtor(es) do jogo se recusou(aram) a fazer quaisquer mudanças necessárias.